# 薬袋公明
薬袋 公明（みない きみあき、1926年 - 2007年）は、日本の建築家。日建設計で活動し同社代表取締役を歴任。

## 代表作品
- 薬袋公明氏邸（1973）
- 百十四銀行本店（1966）
- 住友生命仙台中央ビル（SS30＋国際ホテル）
- 久保田鉄工本社（現クボタ第二ビル）
- サンワ東京ビル（三菱東京UFJ銀行大手町ビル）
- ツイン21
- 日建・住生ビル（昭和58年度第15回中部建築賞）
- 三和銀行東京ビル（1973）
- 大阪市立東洋陶磁美術館（1982、第12回日本建築家協会25年賞）
- 日建設計OBP大阪ビジネスバークプロジェクト　他

## 著書
- 北浜五丁目十三番地から, 日建設計 編 ; 橋本喬行 執筆 ; 薬袋公明 監修, 創元社, 1999